# ألفا روميو
ألفا روميو (بالإيطالية:Alfa Romeo) هي شركة إيطالية لصناعة السيارات. تأسست في العام 1910. تملكتها فيات جروب منذ 1986 وسابقا كانت تسمى (A.L.F.A) وهي اختصارا ل (Anonima Lombarda Fabbrica Automobili).

## تاريخ ألفا روميو
عام 1907 قامت شركة داراك الفرنسية بالتعاون مع مجموعة من المستثمرين الإيطاليين بإنشاء مصنع للسيارة حمل اختصارا اسم SAID. إلا أن مبيعات الشركة من سيارات داراك لم تلرق إلى المستوى المطلوب، فما كان من المستثمرين إلا أن أطلقوا شركة جديدة اسمها الشركة المساهمة لصنع السيارات في لومباردي، واختصار أول أحرف من كلمات اسمها هو ALFA، ولتبدأ إنتاج السيارات تحت اسم ألفا عام 1910، ولتبدأ أيضا المشاركة في سباقات السيارات. عام 1915 وقعت الشركة تحت سيطرة رجل أعمال من نابولي يدعى نيكولا روميو، وحول إنتاجها إلى إنتاج عسكري لدعم الجيش الإيطالي وجنى ثروة من ذلك. وبعد انتهاء الحرب العالمية الأولى، لم يكن يفكر في إنتاج السيارات، إلا أن الشركة كان لديها عام 1919 مخزون من القطع يكفي لإنتاج 105 سيارات منذ العام 1915، فبدأ إنتاج السيارات مرة أخرى. طراز توربيدو كان أول سيارات الشركة، وحازت على المركز الثاني في سباق تارغا فلوريو الشهير مع إنزو فيراري خلف المقود. فيراري كان مدير فريق ناجح، فاستقدم مصمما جديدا من فيات ونجحت ألفا روميو في الفوز بأول بطولة لسباقات الجائزة الكبرى عام 1925.
عام 1928، وبعد مشاكل مالية، غادر روميو الشركة التي تعرضت للإفلاس، مما دفع حكومة موسوليني للتدخل والاستحواذ على الشركة التي صارت رمزا للتقدم التقني الإيطالي، وأصبحت متخصصة في إنتاج سيارات خاصة بألأثرياء. ولكن مع اندلاع الحرب العالمية، توقف إنتاج السيارات، ولم تعد الشركة قادرة علة العودة إلى عالم السيارات الفاخرة. فبدأت إنتاج السيارات الصغيرة بنجاح ابتداء من عام 1954. أما في عالم السباقات، فقد عادت الشركة بقوة، لتحرز أول لقب لبطولة العالم للفورميولا واحد، ومن ثم ركزت في الستينيات على المشاركة في بطولات السيارات الرياضية بنجاح كبير كان ثمرته طراز “تبيو 33″، والذي يعتبر اليوم إحدى أجمل السيارات التي تم صنعها على الإطلاق.
حظوظ ألفا روميو تأرجحت صعودا وهبوطا. فبينما كانت تنتج بعضا من أكثر السيارات جاذبية، كانت تعاني أيضا من مشاكل في الجودة. وفي عام 1986 تم ضم الشركة إلى مجموعة فيات. هناك استمرت أوضاع ألفا روميو متذبذبة. فتارة تحقق الفوز في سباقات DTM، وتارة تعاني من انخفاض المبيعات، حتى وصل الأمر إلى التفكير ببيع الشركة كليا. ولكن وصول سيرجيو ماركيوني إلى رئاسة مجموعة فيات، وخططه لتتطوير الشركة بدأت تعطي ثمارها. فأطلقت الشركة طراز 8C الرياضي الرائع، ومن ثم أعلنت عن خططها لإطلاق طراز 4C الجديد، ويبدو اليوم أن الشركة قد استعادت روحها مرة أخرى، مع خطط لإطلاق مجموعة من السيارات تجعل من ألفا روميو العلامة الفاخرة في إيطاليا لتنافس سيارات مرسيدس وBMW الألمانية. فمع أن الشركة تنتج اليوم ثلاثة طرازات فقط، هي بجانب طراز 4C الرياضي، طراز ميتو السوبر ميني وطراز جولييتا الصغير، إلا أن الشركة تنوي إطلاق فئة سيدان متوسطة وصغيرة، وطراز دفع رباعي، بالإضافة إلى عودة طراز سبايدر الشهير بالتعاون مع مازدا.

## الطرازات الحالية
- ألفا روميو ميتو

هي السيارة الرياضية السوبر مينى وأطلقت في يونيو 2008 وهي ذات 3 أبواب.محرك السيارة من فئة MultiAir والحائز على جائزة أفضل محرك عند تقديمه عام 2010. وهو بسعة 1.4 ليتر مع تيربو بقوة 135 حصان مع خاصية التشغيل/الإيقاف لزيادة توفير الوقود. ومع علبة التروس ذلت الكلتشين، ونظام DNA لدى الشركة للتحكم بعمل المحرك والمقود وأنظمة التماسك، فإن تأدية السيارة ممتازة في هذه الفئة مع تسارع إلى 100 كلم/س في 8.2 ثانية.
- ألفا روميو جولييتا

طراز جولييتا من ألفا روميو ينافس في سوق سيارات الهاتشباك المتوسطة مع أسماء كبيرة مثل الفولكس واغن غولف. تصميم السيارة يحمل ملامح ألفا روميو المعهودة إلا أن ما يميزها هو محركها من فئة MultiAir بسعة 1.4 ليتر مع تيربو بقوة 170 حصان، يؤمن لها استهلاكا ممتازا للوقود مع أداء جيد وتسارع إلى 100 كلم/س في 7.7 ثانية.
- ألفا روميو 4C

ألفا روميو تعود إلى عالم السيارات الرياضية مع طراز 4C الجديد بتصميم رياضي وتقنيات مميزة. فهيكل السيارة مصنوع من ألياف الكربون، كما لو كانت سيارة سوبر رياضية بمحرك كبير. ولكن في سيارة سيارة صغيرة كهذه (طولها أقل من 4 أمتار) فإن هذا يعني وزنا منخفضا جدا، يبلغ 895 كيلوغراما فقط، أي أكثر بثلاثين كيلوغراما فقط من طراز لوتس إليز. زودت ألفا روميو السيارة بمحرك 1.75 ليتر تيربو بقوة 240 حصان فقط، ولكنها كافية لدفع الألفا روميو 4C ذات المحرك الوسطي إلى سرعة 100 كلم/س في 4.5 ثانية، وهي تأدية تنافس أقوى السيارات الرياضية.

## طرازات سابقة
- ألفا روميو 147

هي السيارات العائلية الصغيرة التي أنتجتها ألفا روميو الإيطالية منذ عام 2000.
- ألفا روميو 159

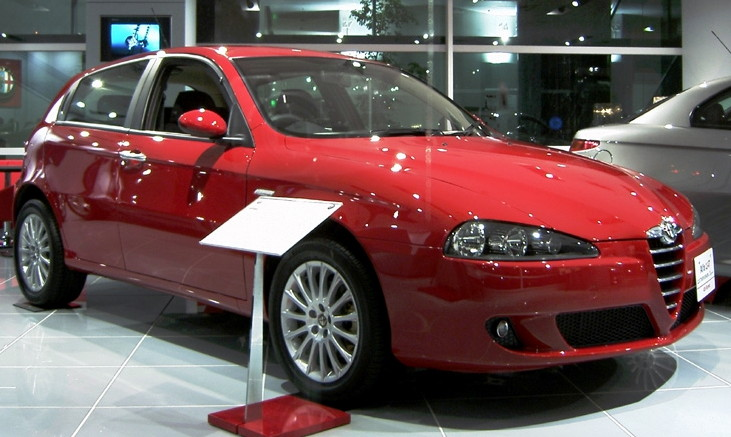
ألفا روميو 147

وهي السيارة الصالون متوسطة الحجم. عرضت في شكل الإنتاج في عام 2005 بمعرض جنيف للسيارات ال 159 وتوجد لديها أربع محركات بنزين مختلفة.
- ألفا روميو GT

هي السيارة الكوبيه والتي أنتجت عام 2004 ولقد توقف إنتاجها في 2005 المحرك بنزين وديزل ولقد استندت بها لحد كبير على ألفا روميو 147.
- ألفا روميو بريرا
- ألفا روميو سبايدر
- ألفا روميو 8C Competizione

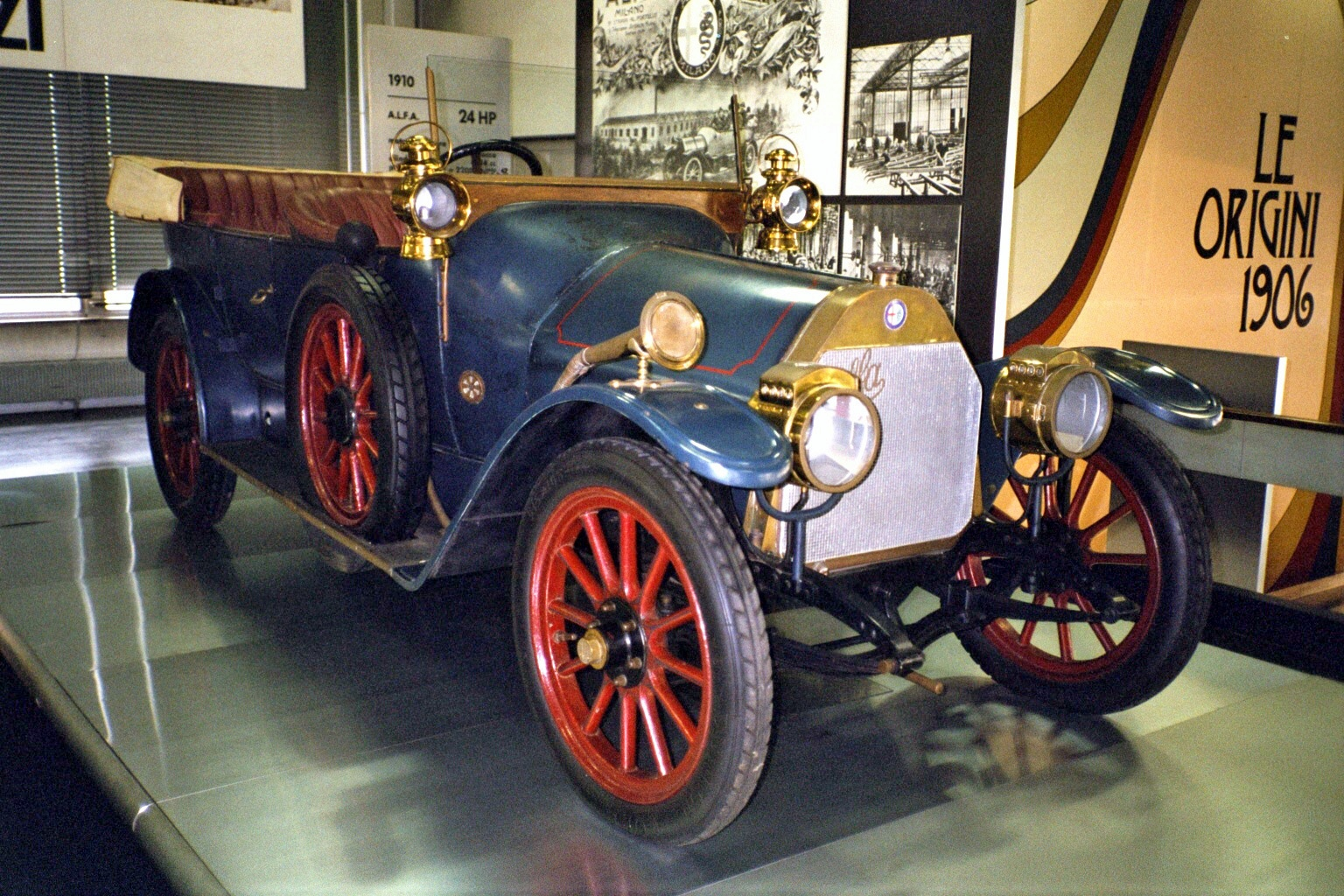
طراز مصنوع سنة 1910
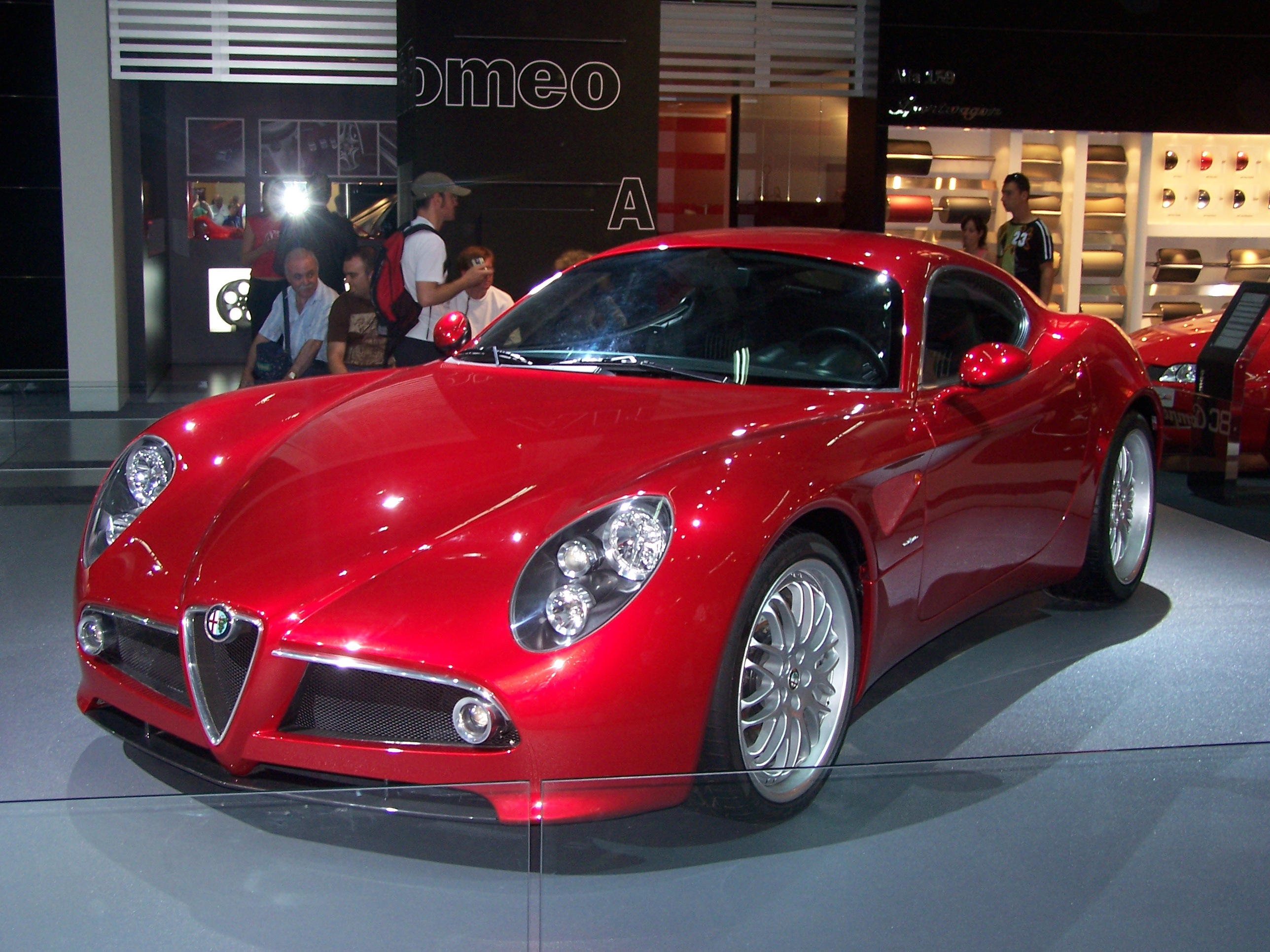
طراز ألفا روميو 8 سي
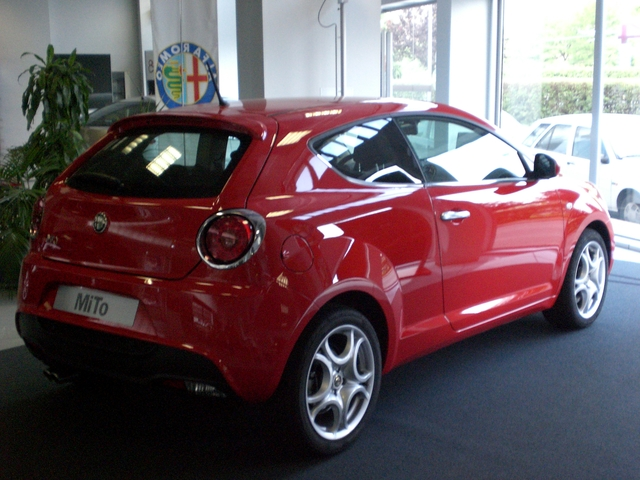
السيارة ألفا روميو ميتو
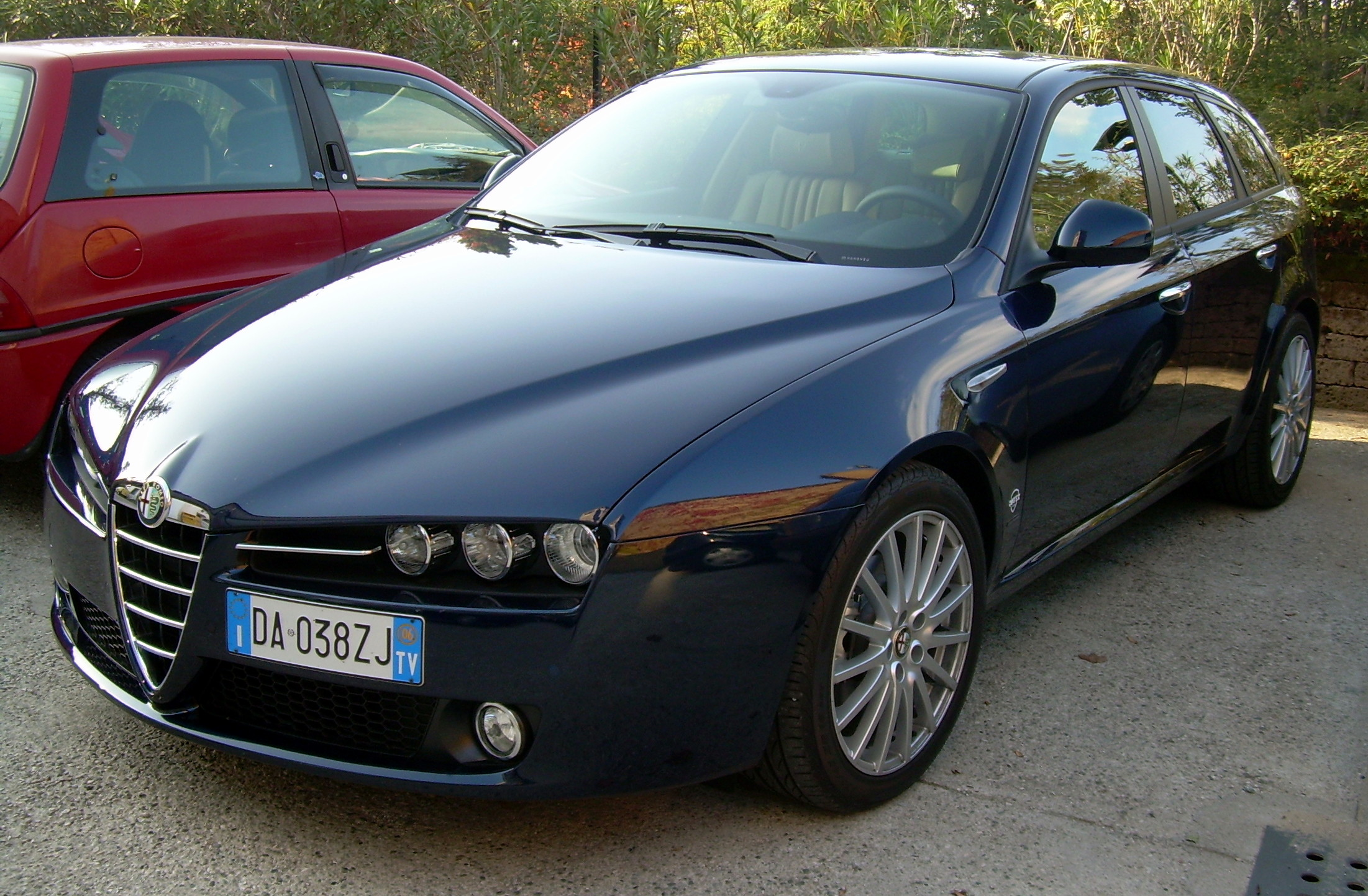
السيارة ألفا روميو 159

## سيارات انتجتها الفا روميو
- ألفا روميو 146
- ألفا روميو 147
- ألفا روميو 155
- ألفا روميو 156
- ألفا روميو 159
- ألفا روميو 164
- ألفا روميو 1900
- ألفا روميو 2000
- ألفا روميو 2600
- ألفا روميو 33
- ألفا روميو 33 سترادال
- ألفا روميو 4 سي
- ألفا روميو 6 سي
- ألفا روميو 75
- ألفا روميو 8 سي
- ألفا روميو 90
- ألفا روميو آرنا
- ألفا روميو ألفا 6
- ألفا روميو اس زد
- ألفا روميو الفاسود
- ألفا روميو بيريرا
- ألفا روميو جوليا
- ألفا روميو جوليا تي زد
- ألفا روميو جوليا سبرينت سبيسيال
- ألفا روميو جوليتا
- ألفا روميو جي تي
- ألفا روميو جي تي اي
- ألفا روميو ديسكو فولانت
- ألفا روميو روميو
- ألفا روميو سبرينت
- ألفا روميو سبيدر
- ألفا روميو ماتا
- ألفا روميو مونتريال
- ألفا روميو ميتو

## موديلات ألفا روميو في المستقبل
- ألفا روميو 149 موديل 2009
- ألفا روميو 169 موديل 2010
- ألفا روميو سي كروسوفر موديل 2010

## وصلات خارجية
- الموقع الرسمي